# Zizurkil
Zizurkil (em castelhano Cizúrquil) é um município da Espanha na província de Guipúscoa, comunidade autónoma do País Basco, de área 15,61 km² com população de 2790 habitantes (2007) e densidade populacional de 183,72 hab/km².

## Demografia
| Variação demográfica do município entre 1991 e 2004 | Variação demográfica do município entre 1991 e 2004 | Variação demográfica do município entre 1991 e 2004 | Variação demográfica do município entre 1991 e 2004 |
| --------------------------------------------------- | --------------------------------------------------- | --------------------------------------------------- | --------------------------------------------------- |
| 1991                                                | 1996                                                | 2001                                                | 2004                                                |
| 2711                                                | 2684                                                | 2820                                                | 2855                                                |